# DN Galan 2019
Bauhaus-Galan 2019 byl lehkoatletický mítink, který se konal 30. května 2019 ve švédském městě Stockholm. Byl součástí série mítinků Diamantová liga. 

## Výsledky

### Muži
| Disciplína            | 1. místo                  | 2. místo                      | 3. místo                    |
| Běh na 200 m          | Aaron Brown 20,06         | Ramil Guliyev 20,40           | Jereem Richards 20,45       |
| Běh na 400 m          | Michael Norman 44,53      | Rai Benjamin 45,13            | Michael Cherry 46,30        |
| Běh na 800 m          | Amel Tuka 1:46,68         | Ryan Sanchez 1:46,77          | Marcin Lewandowski 1:46,79  |
| Běh na 1500 m         | Timothy Cheruiyot 3:35,79 | Ayanleh Souleiman 3:37,30     | Jakob Ingebrigtsen 3:37,30  |
| Běh na 10000 m        | Rhonex Kipruto 26:50,16   | Hagos Gebrhiwet 27:01,02      | Aron Kifle 27:27,68         |
| Běh na 400 m překážek | Karsten Warholm 47,85     | TJ Holmes 49,25               | Thomas Barr 50,28           |
| Skok o tyči           | Sam Kendricks 572 cm      | Piotr Lisek 560 cm            | Seito Yamamoto 548 cm       |
| Skok daleký           | Thobias Montler 8,22 m    | Juan Miguel Echevarría 8,12 m | Jeff Henderson 8,09 m       |
| Hod diskem            | Daniel Ståhl 69,57 m      | Fedrick Dacres 68,96 m        | Lukas Weißhaidinger 66,97 m |
| Vrh koulí             | Wictor Petersson 20,11 m  | Maksim Afonin 19,78 m         | Joe Kovacs 19,77 m          |

### Ženy
| Disciplína            | 1. místo                      | 2. místo                  | 3. místo                           |
| Běh na 200 m          | Dina Asherová-Smithová 22,18  | Elaine Thompsonová 22,66  | Dafne Schippersová 22,78           |
| Běh na 800 m          | Ajee Wilsonová 2:00,87        | Habitam Alemuová 2:01,26  | Nelly Jepkosgeiová 2:01,98         |
| Běh na 1500 m         | Laura Muirová 4:05,37         | Malika Akkaouiová 4:09,70 | Yolanda Ngarambeová 4:10,05        |
| Běh na 5000 m         | Agnes Jebet Tiropová 14:50,82 | Fantu Workuová 14:51,31   | Lilian Kasait Rengeruková 14:51,34 |
| Běh na 100 m překážek | Kendra Harrisonová 12,52      | Sharika Nelvisová 12,69   | Tobi Amusanová 12,85               |
| Skok vysoký           | Marija Lasickeneová 192 cm    | Julija Levčenková 190 cm  | Erika Kinseyová 190 cm             |
| Skok o tyči           | Angelica Bengtssonová 457 cm  | Michaela Meijerová 447 cm | Olga Mullinaová 435 cm             |
| Hod diskem            | Denia Caballerová 65,10 m     | Yaime Pérezová 65,09 m    | Yang Chen 64,25 m                  |
| Vrh koulí             | Aliona Dubitskaya 18,49 m     | Fanny Roosová 18,36 m     | Brittany Crewová 18,28 m           |